# Liste der Mitglieder des Landtags Brandenburg (1946–1952, 1. Wahlperiode)
Diese Liste gibt einen Überblick über die Mitglieder des Landtags Brandenburg in der DDR in der 1. Wahlperiode vom 22. November 1946 bis zum 22. September 1950
Die Landtagswahl fand am 20. Oktober 1946 statt.

## Zusammensetzung
| Fraktion | Sitze |
| -------- | ----- |
| SED      | 44    |
| CDU      | 31    |
| LDPD     | 20    |
| VdgB     | 5     |
| gesamt   | 100   |

## Präsidium
- Präsident des Landtags
 Friedrich Ebert (SED)
Otto Meier (SED) ab 11. Februar 1949
- Vizepräsidenten
Wilhelm Wolf (CDU), † 1948
Gerhard Schütze (CDU) ab 9. Juni 1948, am 17. März 1949 Flucht in die Westzone
Germanus Theiß (CDU) ab 7. April 1949
Else Bauer (SED)
Otto Giessler (LDP)
- Schriftführer
 Franz Moericke (SED)
Peter Bloch (CDU)
Fritz Brauer (CDU) ab Juli 1950
 Anton Jadasch (VdgB)

## Fraktionsvorsitzende
- Fraktion der SED
Willy Sägebrecht
- Fraktion der CDU
Gerhard Schütze
 Willy Heller 1948 bis 1950 
 Germanus Theiß ab April 1950
- Fraktion der LDP
Georg Schneider, † 1949
- Fraktion der VdgB
Rudolf Albrecht, am 10. Oktober 1949 Auflösung der Fraktion

## Abgeordnete
| Name                     | Fraktion | Anmerkungen |
| ------------------------ | -------- | --- |
| Gerhard Albrecht         | SED      | am 26. Januar 1950 nachgerückt für den Abg. O. Gohlke                                                                     |
| Rudolf Albrecht          | VdgB     | Fraktionsvorsitzender |
| Paul Bandow              | CDU      | |
| Else Bauer               | SED      | Vizepräsidentin |
| Gerda Bauer              | SED      | |
| Rudolf Baumann           | LDP      | am 8. Oktober 1947 nachgerückt für den Abg. Börner, am 23. Februar 1950 Bekanntgabe des Ausscheidens                      |
| Friedrich Wilhelm Becker | LDP      | |
| Walter Beckmann          | SED      | |
| Emil Bergmann            | LDP      | am 27. April 1950 nachgerückt für die Abg. Orthmann                                                                       |
| Stefan Bergmann          | CDU      | am 7. Juli 1950 Bekanntgabe des Ausscheidens                                                                              |
| Dietrich Besler          | DBD      | ab dem 23. Februar 1950 Teilnahme mit beratender Stimme                                                                   |
| Oswald Bilse             | CDU      | am 9. Juni 1948 nachgerückt für den Abg. Wolf                                                                             |
| Paul Bismark             | SED      | |
| Peter Bloch              | CDU      | |
| Fritz Börner             | LDP      | am 7. Oktober 1947 Bekanntgabe seines Todes                                                                               |
| Gustav Borbe             | SED      | |
| Josef Borst              | SED      | am 7. Juli 1950 nachgerückt für den Abg. Merker                                                                           |
| Fritz Brauer             | CDU      | |
| Bruno Brockhoff          | SED      | am 1. September 1949 verstorben                                                                                           |
| Franz Brüning            | SED      | am 8. September 1948 Bekanntgabe seines Todes                                                                             |
| Theodor Brylla           | CDU      | am 7. Juli 1950 nachgerückt für den Abg. Halbey                                                                           |
| Wilhelm Bülk             | LDP      | |
| Franz Burmester          | LDP      | am 23. Februar 1950 nachgerückt für die Abg. Steinmann                                                                    |
| Emmi Czarnetzki          | SED      | am 19. Dezember 1949 nachgerückt für den Abg. Pieck                                                                       |
| Roman Czekalla           | VdgB     | am 7. Oktober 1948 Bekanntgabe seines Ausscheidens                                                                        |
| Kurt Dahl                | LDP      | am 27. April 1950 nachgerückt für den Abg. Gaedecke                                                                       |
| Adolf Dechert            | CDU      | am 23. Februar 1950 Bekanntgabe des Ausscheidens                                                                          |
| Artur Deeg               | CDU      | am 10. September 1947 Bekanntgabe des Ausscheidens                                                                        |
| Willi Deichgräber        | CDU      | am 9. Juni 1949 nachgerückt für den Abg. Schütze, am 7. Juli 1950 Bekanntgabe des Ausscheidens                            |
| Werner Döllstädt         | CDU      | am 27. April 1950 Bekanntgabe des Ausscheidens                                                                            |
| Friedrich Ebert          | SED      | |
| Erich Eckert             | CDU      | |
| Ernst Edelmann           | SED      | |
| Hans Egidi               | CDU      | |
| Hildegard Erdmann        | CDU      | am 2. Dezember 1947 Bekanntgabe des Ausscheidens                                                                          |
| Margot Feist             | SED      | am 27. April 1950 nachgerückt für den Abg. Ebert                                                                          |
| Walter Franze            | SED      | |
| Helene Fredrich          | SED      | |
| Hildegard Freund         | SED      | am 10. September 1947 Bekanntgabe des Ausscheidens                                                                        |
| Hermann Fritsche         | CDU      | am 2. Dezember 1947 nachgerückt für die Abg. Erdmann                                                                      |
| Günter Frölich           | CDU      | am 27. April 1950 nachgerückt für den Abg. Hampe                                                                          |
| Karl Gadow               | SED      | am 23. Februar 1950 nachgerückt für den Abg. Koblitz                                                                      |
| Max Gaedecke             | LDP      | am 27. April 1950 Bekanntgabe des Ausscheidens                                                                            |
| Hans-Paul Ganter-Gilmans | CDU      | |
| Otto Giesler             | LDP      | |
| Otto Gohlke              | SED      | am 26. Januar 1950 Bekanntgabe der Mandatsniederlegung                                                                    |
| Paul Gottschalk          | LDP      | am 19. Mai 1948 für den Abg. Kunze nachgerückt                                                                            |
| Karl Grobbel             | CDU      | am 7. Oktober 1947 nachgerückt für die Abg. Scharf                                                                        |
| Hermann Großstück        | LDP      | am 27. April 1950 nachgerückt für den Abg. Hein                                                                           |
| Fritz Haagen             | LDP      | am 27. April 1950 Bekanntgabe des Ausscheidens                                                                            |
| Josef Halbey             | CDU      | am 7. Juli 1950 Bekanntgabe des Ausscheidens                                                                              |
| Max Hampe                | CDU      | am 27. April 1950 Bekanntgabe des Ausscheidens                                                                            |
| Paul Handtke             | SED      | am 8. September 1948 nachgerückt für den Abg. Reisel                                                                      |
| Alfred Hannemann         | SED      | am 25. Juni 1947 nachgerückt für den Abg. Steinhoff                                                                       |
| Otto Heese               | SED      | am 10. September 1947 Bekanntgabe des Ausscheidens                                                                        |
| Willi Hein               | LDP      | am 27. April 1950 Bekanntgabe des Ausscheidens                                                                            |
| Willy Heller             | CDU      | am 27. April 1950 Bekanntgabe des Ausscheidens                                                                            |
| Minna Herm               | SED      | |
| Adolf Hoheisel           | CDU      | am 23. Februar 1950 nachgerückt für den Abg. Dechert                                                                      |
| Käthe Jacob              | SED      | am 10. September 1947 nachgerückt                                                                                         |
| Anton Jadasch            | VdgB     | |
| Heinrich Jedro           | CDU      | |
| Friedrich Kaiser         | VdgB     | |
| Max Kalbe                | CDU      | |
| August Kayser            | CDU      | am 27. April 1950 nachgerückt für den Abg. Döllstädt                                                                      |
| Martin Kielblock         | LDP      | am 10. Februar 1949 Bekanntgabe des Mandatsantritts                                                                       |
| Erich Kloß               | SED      | am 10. September 1947 Bekanntgabe des Ausscheidens                                                                        |
| Margarete Kneller        | LDP      | am 27. April 1950 nachgerückt für den Abg. Trieloff                                                                       |
| Erich Knüppel            | SED      | am 14. September 1949 nachgerückt für den Abg. Brockhoff                                                                  |
| Kurt Koblitz             | SED      | am 23. Februar 1950 Bekanntgabe des Ausscheidens                                                                          |
| Josef König              | SED      | am 7. Oktober 1947 nachgerückt für den Abg. Heese                                                                         |
| Ingo von Koerber         | LDP      | |
| Oswald Koltzenburg       | NDPD     | ab dem 23. Februar 1950 Teilnahme mit beratender Stimme                                                                   |
| Andreas Komin            | LDP      | am 27. April 1950 nachgerückt für den Abg. Haagen                                                                         |
| Conrad Koosch            | CDU      | |
| Josef Koschinski         | CDU      | am 5. Dezember 1949 nachgerückt für den Abg. Lemmer                                                                       |
| Paul Krakau              | SED      | am 8. Dezember 1948 Bekanntgabe des Mandatsantritts                                                                       |
| Fritz Krakowitzky        | DBD      | ab dem 23. Februar 1950 Teilnahme mit beratender Stimme, am 27. April 1950 Bekanntgabe des Ausscheidens                   |
| Artur Krause             | SED      | |
| Paul Kube                | CDU      | |
| Walter Kuhn              | CDU      | |
| Andreas Kunze            | LDP      | am 9. Juni 1949 nachgerückt für den Abg. Pokorni                                                                          |
| Walter Kunze             | LDP      | im März 1948 Flucht nach Westdeutschland                                                                                  |
| Elisabeth Landmann       | CDU      | |
| Margarete Langner        | SED      | |
| Ernst Lemmer             | CDU      | von 1947 bis Mai 1949 Abgeordneter, danach Übersiedlung nach Westberlin                                                   |
| Georg Leps               | SED      | |
| Konrad Lips              | CDU      | am 7. Juli 1950 nachgerückt für den Abg. Bergmann                                                                         |
| Werner Lufft             | SED      | am 5. Dezember 1949 Bekanntgabe seines Ausscheidens                                                                       |
| Hans Luthardt            | NDPD     | ab dem 23. Februar 1950 Teilnahme mit beratender Stimme                                                                   |
| Alma Maey                | SED      | |
| Wilhelm Mayer            | VdgB     | |
| Otto Meier               | SED      | |
| Paul Merker              | SED      | am 7. Juli 1950 Bekanntgabe des Ausscheidens                                                                              |
| Franz Moericke           | SED      | |
| Heinrich Mosler          | SED      | am 10. September 1947 nachgerückt für Abg. Kloß                                                                           |
| Carl Mühlmann            | LDP      | |
| Arthur Müller            | CDU      | am 7. Juli 1950 nachgerückt für den Abg. Deichgräber                                                                      |
| Kurt Müller              | LDP      | |
| Martin Müller            | LDP      | am 23. Februar 1950 nachgerückt für den Abg. Baumann                                                                      |
| Otto Nagel               | SED      | am 7. Oktober 1948 nachgerückt für den Abg. Brüning                                                                       |
| Robert Neddermeyer       | VdgB     | am 7. Oktober 1948 nachgerückt für den Abg. Czekalla                                                                      |
| Fritz Neumann            | LDP      | |
| Helene Orthmann          | LDP      | am 5. Dezember 1949 nachgerückt für den Abg. Schneider, am 27. April 1950 Bekanntgabe des Ausscheidens                    |
| Otto Nuschke             | CDU      | |
| Claire Paatz             | SED      | am 27. April 1950 Bekanntgabe des Ausscheidens                                                                            |
| Arthur Pech              | DBD      | am 27. April 1950 nachgerückt für den Abg. Krakowitzky                                                                    |
| Engelbert Peters         | CDU      | am 7. Oktober 1947 nachgerückt für den Abg. Deeg, am 7. Juli 1950 Bekanntgabe des Ausscheidens                            |
| Wilhelm Pieck            | SED      | Bekanntgabe des Mandatsverzichts am 19. Dezember 1949                                                                     |
| Wilhelm Pintaske         | SED      | |
| Emmi Plinz               | SED      | am 10. September 1947 Bekanntgabe des Ausscheidens                                                                        |
| Erich Pokorni            | LDP      | am 9. Juni 1949 Bekanntgabe des Mandatsverzichts                                                                          |
| Franz Priefert           | LDP      | am 27. April 1950 Bekanntgabe des Ausscheidens                                                                            |
| Heinrich Rau             | SED      | |
| Albert Reinhold          | LDP      | am 27. April 1950 Bekanntgabe des Ausscheidens                                                                            |
| Ernst Reisel             | SED      | am 8. September 1948 Bekanntgabe der Mandatsniederlegung                                                                  |
| Hans Roblick             | LDP      | am 27. April 1950 nachgerückt für den Abg. Reinhold                                                                       |
| Heinrich Rüssmann        | CDU      | |
| Franz Ruschen            | SED      | am 7. Juli 1950 nachgerückt für den Abg. Schöpflin                                                                        |
| Max Rux                  | SED      | am 2. Dezember 1947 Bekanntgabe des Ausscheidens                                                                          |
| Willy Sägebrecht         | SED      | |
| Margarete Schahn         | SED      | am 27. April 1950 nachgerückt für die Abg. Paatz                                                                          |
| Martha Scharf            | CDU      | am 10. September 1947 Bekanntgabe des Ausscheidens                                                                        |
| Max Schiffmann           | CDU      | am 23. Februar 1950 nachgerückt für den Abg. Schwob                                                                       |
| Frank Schleusener        | CDU      | am 27. April 1950 Bekanntgabe des Ausscheidens                                                                            |
| Georg Schneider          | LDP      | am 26. Oktober 1949 verstorben                                                                                            |
| Georg Schöpflin          | SED      | am 7. Juli 1950 Bekanntgabe des Ausscheidens                                                                              |
| Kurt Schubert            | CDU      | |
| Richard Schüler          | LDP      | am 27. April 1950 nachgerückt für den Abg. Priefert                                                                       |
| Gerhard Schütze          | CDU      | am 17. März 1949 Flucht nach Westdeutschland, am 23. März 1949 Bekanntgabe des Mandatsverzichts                           |
| Elisabeth Schulze        | SED      | |
| Otto Schwarz             | SED      | |
| Karl Schwerdt            | SED      | |
| Fritz Schwob             | CDU      | Abgeordneter von 1946 bis zum Februar 1950, am 23. Februar 1950 Bekanntgabe des Ausscheidens, Flucht nach Westdeutschland |
| Hugo Schwoche            | LDP      | |
| Kurt Seibt               | SED      | am 2. Dezember 1947 nachgerückt für den Abg. Rux                                                                          |
| Georg Spiegel            | SED      | am 5. Dezember 1949 nachgerückt für den Abg. Lufft                                                                        |
| Karl Steinhoff           | SED      | Bekanntgabe des Ausscheidens am 25. Juni 1947                                                                             |
| Agnes Steinmann          | LDP      | am 23. Februar 1950 Bekanntgabe des Ausscheidens                                                                          |
| Franz Stockfisch         | LDP      | am 27. April 1950 nachgerückt für den Abg. Tietze                                                                         |
| Martha Stoeffen          | SED      | am 10. September 1947 nachgerückt                                                                                         |
| Walter Strunk            | LDP      | Mandatsniederlegung am 23. Dezember 1947, Bekanntgabe am 6. Januar 1948                                                   |
| Gerda Sucker             | SED      | |
| Josef Szczott            | CDU      | am 7. Juli 1950 nachgerückt für den Abg. Peters                                                                           |
| Paul Szillat             | SED      | |
| Germanus Theiß           | CDU      | |
| Wilhelm Tietze           | LDP      | am 27. April 1950 Bekanntgabe des Ausscheidens                                                                            |
| Richard Trieloff         | LDP      | am 27. April 1950 Bekanntgabe des Ausscheidens                                                                            |
| Otto Völz                | SED      | |
| Gertrud Wanzek           | SED      | |
| Simon Wanzek             | CDU      | am 27. April 1950 nachgerückt für den Abg. Heller                                                                         |
| Gerhard Webersinn        | CDU      | 1950 Flucht aus der DDR                                                                                                   |
| Friedel Weidner          | SED      | |
| Otto Wiesner             | SED      | |
| Hildegard Wiglow         | CDU      | am 27. April 1950 nachgerückt für den Abg. Schleusener                                                                    |
| Walter Wiglow            | CDU      | |
| Arthur Wölk              | SED      | |
| Wilhelm Wolf             | CDU      | am 14. Mai 1948 verstorben                                                                                                |
| Annerose Zibolsky        | CDU      | |

## Belege und Anmerkungen
1. ↑  Die Anmerkungen zum Austritt aus dem Landtag sind den Landtagsprotokollen entnommen. Sie müssen nicht den tatsächlichen Gegebenheiten entsprechen.
2. ↑  Hans-Ludwig Abmeier: Webersinn, Gerhard (Memento des Originals vom 30. Dezember 2020 im Internet Archive)  Info: Der Archivlink wurde automatisch eingesetzt und noch nicht geprüft. Bitte prüfe Original- und Archivlink gemäß Anleitung und entferne dann diesen Hinweis.. Biografie im Kulturportal West-Ost, abgerufen am 6. März 2012.